# 圣米歇尔苏布瓦
圣米歇尔苏布瓦（法語：Saint-Michel-sous-Bois，法語發音：[sɛ̃ miʃɛl su bwa]）是法国上法蘭西大區加来海峡省的一个市镇，属于蒙特勒伊区。

## 地理
圣米歇尔苏布瓦（50°30'50"N, 1°55'54"E）面积5.66 平方千米，位于法国上法蘭西大區加来海峡省，该省份为法国北部沿海省份，西北濒北海，南至索姆省，东临北部省。
与圣米歇尔苏布瓦接壤的市镇（或旧市镇、城区）包括：基朗、比蒙、克朗勒、昂布里、埃尔利、安贝尔、兰博瓦勒。
圣米歇尔苏布瓦的时区为UTC+01:00、UTC+02:00（夏令时）。

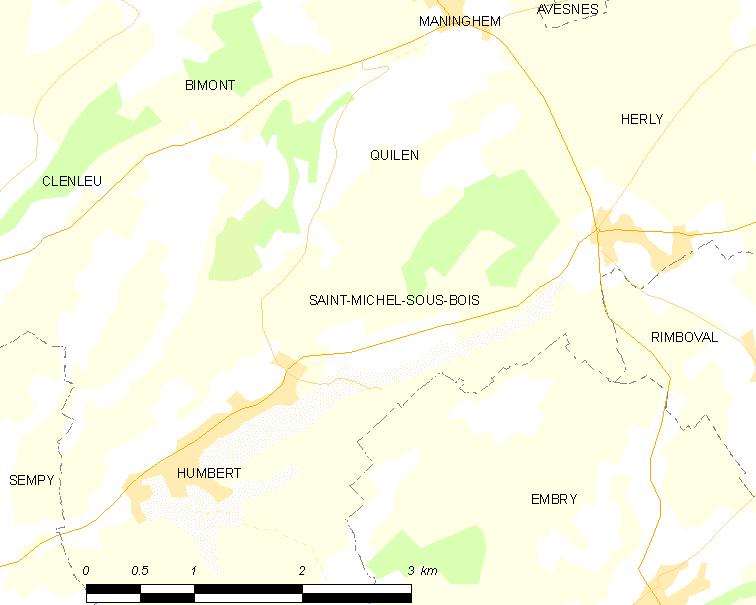
圣米歇尔苏布瓦的OSM定位图

## 行政
圣米歇尔苏布瓦的邮政编码为62650，INSEE市镇编码为62762。

## 政治
圣米歇尔苏布瓦所属的省级选区为兰布尔县。

## 人口

1962-2008年间圣米歇尔苏布瓦人口变化图示

圣米歇尔苏布瓦于2022年1月1日时的人口数量为129人。